# Dalam-iwa Goseumdochi
Dalam-iwa Goseumdochi (kor. 다람이와 고슴도치; po polsku: Wiewiórka i Jeż) – północnokoreański animowany serial dla dzieci wyprodukowany przez SEK Studio.
Pierwszy odcinek serialu, wyprodukowany w 1977 roku, oparty był na krótkiej powieści opublikowanej w północnokoreańskim magazynie dla dzieci w latach 70. Film krótkometrażowy cieszył się tak dużą popularnością wśród publiczności, że ekipa postanowiła przekształcić go w serial.
Fabuła opowiada historię krainy zwanej Wzgórze Kwiatów, zamieszkanej przez wiewiórki, jeże, kaczki, króliki i inne małe zwierzęta kochające pokój. Kraina zostaje jednak napadnięta przez groźnych nieprzyjaciół - Łasice i Wilki. Mieszkańcy krainy postanawiają stawić opór najeźdźcom.